# Marinus Cadart
Marinus Cadart war ein Fontänenmeister, dessen „Herkunft, Lebensdaten und Ausbildung unbekannt“ sind. „Wahrscheinlich war er ein Franzose ... eventuell (auch) in Italien tätig“. In Hannover lässt er sich erstmals 1674 sowie von 1676 bis 1689 nachweisen.

## Werdegang und Werke (soweit bekannt)
Marinus Cadart kam 1674 aus Dänemark erstmals nach Hannover. Ab 1676 wurde er als Brunnenmeister angestellt für den Ausbau der Wasserkunst in Herrenhausen. Nach seinen Entwürfen entstanden im Großen Garten
- die Grotte 1677–1679 und 1684–1686
- die Kaskade 1677–1684/85
- die Flachdächer und Grottendekorationen der Schlossflügel

unter Mitarbeit des Augsburger Grottiers Michael Riggus.
1677 ließ Cadart auf der Düne westlich des Berggartens zwei Wasserhochbehälter für den Großen Garten anlegen, um diese 1686 mit einer Wasserleitung vom Benther Berg zu verbinden. Da seine Versuche zur Wasserversorgung jedoch erfolglos blieben, wurde er 1689 entlassen.

## Bisheriger Forschungsstand
Die Tätigkeiten von Marinus Cadart sind vermutlich umfangreicher als nach bisherigem Forschungsstand angenommen.
Nach den niedergeschriebenen Erinnerungen von Christian Georg Vick hat Cadart 1689–1692 den Bau des Gartentheaters im Großen Garten begonnen.